# Marrus orthocanna
Marrus orthocanna is een hydroïdpoliep uit de familie Agalmatidae. De poliep komt uit het geslacht Marrus. Marrus orthocanna werd in 1942 voor het eerst wetenschappelijk beschreven door Paul Lassenius Kramp.

## Beschrijving
Net als andere siphonophores is Marrus orthocanna een kolonie die bestaat uit een aantal gespecialiseerde zooïden die met elkaar zijn verbonden door een lange stam. 
Vooraan zit de pneumatofoor, een oranjekleurig, met gas gevuld drijflichaam. 
Daarachter bevindt zich het nectosoom, een gebied met een aantal doorschijnende nectoforen met rode, niet-geluste radiale kanalen. Dit zijn klokvormige medusae die gespecialiseerd zijn voor voortbeweging. Wanneer ze samentrekken, wordt water verdreven waardoor de kolonie beweegt. Hun samentrekkingen zijn gecoördineerd, waardoor de kolonie vooruit, zijwaarts of achteruit kan zwemmen.
Het resterende gebied is het siphosoom. De meeste zooïden hier zijn poliepen, gespecialiseerd voor het verzamelen van voedsel. Ze doen dit voor de hele kolonie en spreiden hun enkele lange tentakels in het water om prooien te vangen. Er zijn ook stekende cellen die gifstoffen afvuren die de prooi doden of verlammen. Andere zooïden in dit gebied zorgen voor de vertering en assimilatie van voedselproducten. Reproductieve medusae worden gevonden onder de poliepen in het siphosome en ook verschillende andere gespecialiseerde zooïden. De verschillende vormen zijn allemaal gerangschikt in een herhalend patroon.

## Verspreiding
Het verspreidingsgebied van de poliep strekt zich uit van de Noordelijke IJszee, het noordwesten van de Grote Oceaan, de Beringzee, de Zee van Ochotsk, het noordelijke gedeelte van de Atlantische Oceaan en de Middellandse Zee. Normaal gesproken komt de poliep voor op een diepte van 200 tot 800 meter, maar er zijn ook enkele waargenomen op 2000 meter diepte. Daar is de watertemperatuur circa 4 graden en dringt amper zonlicht tot door.

## Biologie
Marrus orthocanna kan enkele meters lang worden en de tentakels kunnen aan weerszijden vijftig centimeter uitsteken. Het beweegt met tussenpozen vooruit voordat het pauzeert om zijn "vislijnen" uit te zetten, klaar om passerende wezens te verstrikken. De belangrijkste voedingsmiddelen van dit organisme zijn tienpotigen, krill en andere kleinere kreeftachtigen.
Dit koloniale dier komt voort uit een enkele bevruchte eicel. De protozooïde die zich hieruit ontwikkelt, ontluikt vervolgens om de andere leden van de kolonie te vormen die dus genetisch identiek zijn. De protozooïde wordt eerst dunner en verlengt, het middelste gedeelte wordt de stam van de kolonie. De pneumatofoor vormt zich aan het andere uiteinde van de mond. Vervolgens vormt zich een groeizone op de dunne stam en vindt er knopvorming plaats met de vorming van de nectoforen. Naarmate de stam langer wordt, ontwikkelen zich daarboven nog meer zooïden. Een andere groeizone ziet de ontwikkeling van het siphosoom en de voortdurende verlenging van de stam draagt deze zooïden met zich mee. 
De taakverdeling tussen de zooïden is een evolutionaire vooruitgang in de constante strijd om het bestaan in de diepzee. Bij dergelijke organismen als M. orthocanna vervagen de grenzen tussen de individuele poliep en het hele koloniale organisme; het een kan niet bestaan zonder het ander.